# Twinkle Songs
『なかよし創刊60周年記念アルバム「Twinkle Songs」 』（なかよしそうかん60しゅうねんきねんアルバム トゥインクルソングス）は、2015年12月2日に日本コロムビアより発売されたのコンピレーション・アルバム。

## 概要
講談社発行の少女漫画雑誌『なかよし』が2014年12月発行の2015年1月号で創刊60周年を迎えたことを記念して、同誌で連載された作品を原作とした、またはコミカライズ作品が掲載されたテレビアニメやテレビドラマの主題歌全36曲を収録した、2枚組のコンピレーション・アルバム。
1967年4月から放送開始された『リボンの騎士』から『美少女戦士セーラームーン』、『カードキャプターさくら』、『ふたりはプリキュア』、2014年に放送された『さばげぶっ!』に至るまで、それぞれの時代で少女達を魅了した主題歌をコロムビア内外問わず収録している。収録に際しては連載開始時期順となっている。

## 収録曲
作品タイトルの後の括弧内は連載時期。

### DISC-1
1. リボンの騎士
作詞：能加平、作曲・編曲：冨田勲、歌：前川陽子、ルナ・アルモニコ
『リボンの騎士』（1958年1月号〜1959年6月号）オープニングテーマ
2. リボンのマーチ
作詞：能加平、作曲・編曲：冨田勲、歌：前川陽子、ヤング・フレッシュ
『リボンの騎士』エンディングテーマ
3. かぐや姫先生のうた
作詞：丘灯至夫、辻真先、作曲：渡辺岳夫、編曲：松山祐士、歌：堀江美都子
『好き! すき!! 魔女先生』（1972年1月号〜6月号）オープニングテーマ
4. 月光の子守唄
作詞：石ノ森章太郎、作曲：渡辺岳夫、編曲：松山祐士、歌：堀江美都子
『好き! すき!! 魔女先生』エンディングテーマ
5. キャンディ♥キャンディ
作詞：名木田恵子、作曲：渡辺岳夫、編曲：松山祐士、歌：堀江美都子、ザ・チャープス
『キャンディ♥キャンディ』（1975年4月号〜1979年3月号）オープニングテーマ
6. あしたがすき
作詞：名木田恵子、作曲：渡辺岳夫、編曲：松山祐士、歌：堀江美都子
『キャンディ♥キャンディ』エンディングテーマ
7. 恋は揺れるメロディー
作詞：渡辺なつみ、作曲・編曲：堀井勝美、歌：河合夕子
『わんころべえ』（1976年1月号〜連載中）オープニングテーマ
8. おはよう! スパンク
作詞：荒木とよひさ、作曲・編曲：馬飼野康二、歌：井上望
『おはよう!スパンク』（1978年2月号〜1982年3月号）オープニングテーマ
9. 恋はくえすちょん
作詞：秋元康、作曲・編曲：見岳章、歌：おニャン子クラブ
『あんみつ姫』（1986年9月号〜1987年8月号）オープニングテーマ
10. わぴこの元気予報!
作詞：岸田るみ子、作曲：小坂明子、編曲：三国義貴、歌：内田順子
『きんぎょ注意報!』（1989年2月号〜1993年6月号）オープニングテーマ
11. スーパーきんぎょ
作詞：岸田るみ子、作曲：矢代恒彦、編曲：三国義貴、歌：内田順子
『きんぎょ注意報!』前期エンディングテーマ
12. キッスの途中で涙が
作詞・作曲・歌：GARDEN、編曲：山田直毅
『ミラクル☆ガールズ』（1990年11月号〜1994年3月号）前期オープニングテーマ
13. ムーンライト伝説
作詞：小田佳奈子、作曲：小諸鉄也、編曲：池田大介、歌：DALI
『美少女戦士セーラームーン』（1992年2月号〜1997年3月号）オープニングテーマ
14. HEART MOVING
作詞：津島義昭、作曲・編曲：佐藤和郎、歌：高松美砂絵（さくらさくら）
『美少女戦士セーラームーン』前期エンディングテーマ
15. プリンセス・ムーン
作詞：武内直子、作曲・編曲：さとうかずお、歌：橋本潮、アップルパイ
『美少女戦士セーラームーン』後期エンディングテーマ
16. 乙女のポリシー
作詞：芹沢類、作曲：永井誠、編曲：京田誠一、歌：石田よう子
『美少女戦士セーラームーンR』エンディングテーマ
17. タキシード・ミラージュ
作詞：武内直子、作曲：小坂明子、編曲：林有三、歌：三石琴乃、富沢美智恵、久川綾、篠原恵美、深見梨加
『美少女戦士セーラームーンS』エンディングテーマ
18. 私たちになりたくて
作詞：秋元康、作曲：井上望、編曲：岩﨑文紀、歌：藤谷美和子
『美少女戦士セーラームーンSuperS』前期エンディングテーマ
19. “らしく”いきましょ
作詞：武内直子、作曲：水野雅夫、編曲：林有三、歌：Meu
『美少女戦士セーラームーンSuperS』後期エンディングテーマ
20. セーラースターソング
作詞：武内直子、作曲：荒木将器、編曲：HΛL、歌：花沢加絵
『美少女戦士セーラームーンセーラースターズ』オープニングテーマ
21. 風も空もきっと…
作詞・作曲：上田知華、編曲：小西貴雄、歌：観月ありさ
『美少女戦士セーラームーンセーラースターズ』エンディングテーマ

### DISC-2
1. 素敵な君
作詞：阿久延博、作曲：三木拓次、編曲：RAZZ MA TAZZ & 今井裕、歌：RAZZ MA TAZZ
『あずきちゃん』（1992年8月号〜1997年4月号）オープニングテーマ
2. サード・ラブ
作詞：石川あゆ子、作曲：坂本洋、歌：井上純子
『超くせになりそう』（1993年7月号〜1995年1月号）オープニングテーマ
3. ゆずれない願い
作詞・歌：田村直美、作曲：田村直美、石川寛門、編曲：鷹羽仁、井上龍仁
『魔法騎士レイアース』（1993年11月号〜1996年4月号）第一章オープニングテーマ
4. 時を越えて
作詞・歌：松雪泰子、作曲：松本俊明、編曲：黒羽康司
『怪盗セイント・テール』（1994年10月号〜1996年10月号）前期オープニングテーマ
5. Catch You Catch Me
作詞・作曲：広瀬香美、編曲：本間昭光、広瀬香美、歌：グミ
『カードキャプターさくら』（1996年6月号〜2000年8月号）第1期オープニングテーマ
6. ハートのつばさ
作詞：まつざきゆうこ、作曲・編曲：増田俊郎、歌：中島礼香
『だぁ!だぁ!だぁ!』（1998年2月号〜2002年3月号）第1期オープニングテーマ
7. ねっ
作詞：石川華子、作曲・編曲：平間あきひこ、歌：Rooky
『スーパードール★リカちゃん』（1998年11月号〜1999年10月号）前期オープニングテーマ
8. my sweet heart
作詞：T_T / 作曲・編曲：UZA、歌：小松里賀
『東京ミュウミュウ』（2000年9月号〜2003年2月号）オープニングテーマ
9. 太陽の楽園〜Promised Land〜
作詞：三井ゆきこ、作曲・編曲：大内哲也、歌：神戸みゆき
『マーメイドメロディー ぴちぴちピッチ』（2002年9月号〜2005年2月号）前期オープニングテーマ
10. 暗黒天国
作詞：宝野アリカ、作曲・編曲：片倉三起也、歌：ALI PROJECT
『かみちゃまかりん』（2002年12月号〜2008年5月号）オープニングテーマ
11. ショコラに夢中
作詞：安野モヨコ、作曲・編曲：小西康陽、歌：野本かりあ
『シュガシュガルーン』（2003年9月号〜2007年5月号）オープニングテーマ
12. DANZEN! ふたりはプリキュア
作詞：青木久美子、作曲：小杉保夫、編曲：佐藤直紀、歌：五條真由美
『ふたりはプリキュア』（2004年4月号〜2005年2月号）オープニングテーマ
13. かりぬい
作詞：三重野瞳、作曲・編曲：西田マサラ、歌：能登麻美子
『地獄少女』（2005年11月号〜2008年9月号）エンディングテーマ
14. こころのたまご
作詞：川上夏季、作曲：ムラマツテツヤ、編曲：安部潤、歌：Buono!
『しゅごキャラ!』（2006年2月号〜2010年2月号）前期オープニングテーマ
15. YES!!
作詞：こだまさおり、作曲・編曲：高田暁、歌：大橋彩香
『さばげぶっ!』（2011年1月号〜連載中）オープニングテーマ